# Ulrikes Dream
Ulrikes Dream est un groupe punk résolument politique originaire de Louvain. Le groupe a été fondé en 1997 sous le nom de « Ulrike’s Dream » (souvent abrégé en UD) dans la cave de la maison de jeunes Clockwork, alors située au numéro 3 de la Boekhandelstraat à Louvain. À ses débuts, le groupe jouait un mélange de grindcore et d’anarcho-punk.

## Histoire
Le premier concert d’Ulrikes Dream a eu lieu le 27 décembre 1997 dans la maison de jeunes Clockwork à Louvain. Le groupe y assurait la première partie de Oi Polloi, Accion Mutante et Boycot.
Après la fermeture de Clockwork, une vague de squats a émergé à Louvain,,. Plusieurs jeunes, auparavant accueillis dans cette maison de jeunes, ont cherché un nouvel espace et ont réinvesti des bâtiments inoccupés. Les membres d’Ulrikes Dream ont également été concernés par cette dynamique. Le groupe répétait dans différents squats, comme la Villa Squattus Dei, et perdait son lieu de répétition à chaque expulsion. Le morceau Kraken gaat door fait référence à cette situation.
À l’été 2001, deux membres du groupe ont cofondé le groupe punk anarchiste The Usual Suspects. Au fil des années, Ulrikes Dream a connu plusieurs changements de formation, tout en conservant une base relativement stable. Le 7 octobre 2005, le groupe a donné un dernier concert avec la formation de l’époque. Plusieurs membres ont décidé de se consacrer à d’autres projets tels que The Usual Suspects, Cop on Fire, Intestinal Disease, The League of Mental Men et Detritus.
Les membres restants ont choisi de se réinventer, ont recruté de nouveaux compagnons de route et ont adopté définitivement l’orthographe fautive « Ulrikes Dream » (sans apostrophe). Le 2 avril 2006, le groupe a donné son premier concert en tant que quatuor, aux côtés du groupe powerviolence The League of Mental Men, au Rock Café sur la "Oude Markt" à Louvain. Cette même année, UD a également participé au festival alternatif Boycot Marktrock, un événement anti-commercial organisé dans le centre-ville de Louvain, où le groupe s’est produit à six reprises depuis 1999.
Depuis lors, Ulrikes Dream s’est produit en Belgique et à l’étranger, et a sorti un album après treize ans d’activité, notamment via le label Maloka basé à Dijon. Le groupe décrit son style comme un mélange de crust punk, grindcore, punk et metal, avec des paroles engagées socialement. Le terme "belpunk" est également utilisé pour qualifier leur musique.
En 2017, le groupe a sorti un nouvel album intitulé Anarchie in Leuven. Cette même année, le chanteur Hans a fondé le groupe new wave Donder, Hel & Hagel.
En 2022, Ulrikes Dream a célébré son vingt-cinquième anniversaire à la maison de jeunes Sojo à Louvain, avec la sortie d’un CD live intitulé Levend en Luid. En 2025, le groupe a publié Oude School Sterft Nooit, un split EP avec le groupe grindcore Agathocles. Des chanteurs de quatre groupes belges différents ont contribué vocalement à un morceau d’Ulrikes Dream : The End of Ernie, Intestinal Disease, Verval et Pesticide.

## Membres du groupe
- Hans : guitare et chant
- Erik : basse
- Jochen : batterie

## Discographie

### Releases
- "Oude School Sterft Nooit" split-ep avec Agathocles (2025)
- "Levend en Luid" cd (2022)
- "Anarchie in Leuven" full lp (2017)
- "Van 9 tot 5" full cd/lp (2010/2011)[9]
- "Hitters and Runners" 4-way split avec Repression O.D., The End of Ernie en Intestinal Disease (2002)
- "If it leads ... it bleeds" 7inch ep (2000)[10]
- "Burn Burn Burn... the European Swastika" (1998)

### Compilations
- "Fuck Police Brutality", R-Punk (2020) (digital)[11]
- "Les Racines du Chaos", Deviance records (2018) (2x cd)
- "20 jaar Ulrikes Dream"  (2017) (cd-r)
- "Pour une toile libre" (2013) (1 track) (cd)
- "Face Your Underground 12 - The Grind Edition - Deathmetal.be Sampler" (2012)
- "Squattus ex machina" (1 track)(cd): une compilation du mouvement des squatteurs de Louvain (2005)
- "Unscene effort 2" (2 tracks)(lp)
- "Hageland Strikes Back" (compilation)
- "Defense", 3x cassette box set, Crucial Blast (2000)
- Splittape avec STERBEHILFE, ABUSO SONORO et NOIZYMUTHA (Own Control Records)
- Splittape avec ANGRY MINDED (live à Nijmegen 1999)
- "Animals have feelings too", cassette compilation, UPSTapes #4
- "Below The Pavement Lies The Beach", cassette compilation, Black Star Productions (1998)
- "Heal the Wounds"- cassette compilation, Eargasm (1998)